# Triolet (musique)
Pour les articles homonymes, voir Triolet.
Dans le solfège, le triolet est une division exceptionnelle du temps, formée d'un groupe de trois figures égales dont la somme équivaut à deux figures identiques dans un temps normalement binaire.
Le triolet est signalé par le chiffre « 3 » placé au-dessus ou au-dessous du groupe concerné.
On trouve donc le triolet à la place d'un temps binaire.
On peut également trouver le triolet sur un groupe de deux temps consécutifs (ou quatre, rarement davantage). Quand par exemple la noire est l'unité de temps, il est possible, sur un groupe de deux temps consécutifs, de remplacer deux noires ordinaires par trois noires en triolet, dont la somme équivaut à deux temps, soit, la valeur d'une blanche.
On peut également trouver le triolet sur une partie de temps. Si par exemple la noire est l'unité de temps, il est donc possible dans ce cas, de remplacer deux doubles croches ordinaires par trois doubles croches en triolet, dont la somme équivaut à la moitié d'un temps, soit, la valeur d'une croche.
Au sein d'un triolet, la blanche vaut le tiers d'une ronde, la noire vaut le tiers d'une blanche, la croche vaut le tiers d'une noire, etc.
Un triolet peut ne pas former un groupe de trois notes égales, il suffit que la somme de ses durées soit équivalente à celle des trois notes égales. Par ailleurs, un triolet peut contenir des silences : la valeur du silence est alors égale à celle de la note qu'il remplace. Ainsi, chaque triolet de l'exemple ci-dessous équivaut à une noire, soit, à un triolet de croches :
On peut dire, pour résumer, que triolet signifie trois au lieu de deux, ou encore, trois en l'espace de deux.